# ARFGAP3
ARFGAP3‏ (ADP ribosylation factor GTPase activating protein 3) هوَ بروتين يُشَفر بواسطة جين ARFGAP3 في الإنسان.